# Sara Sievert
Sara Sievert (* 1994 in Dissen am Teutoburger Wald) ist eine deutsche Journalistin.

## Leben
2012 war Sievert Praktikantin bei Hitradio Antenne. Von 2014 bis 2016 besuchte sie die EF Internationale Sprachschulen für Erwachsene und Berufstätige. Sie studierte an der Julius-Maximilians-Universität Würzburg (2015–2018) und der University of the Sunshine Coast (2016). Zeitweise arbeitete sie bei der Main-Post und Axel Springer SE. Von 2018 bis 2020 war sie Volontärin an der Burda Journalistenschule. Im Anschluss war sie Redakteurin beim Focus. 2022 wurde sie zuerst Chefreporterin bei Focus Online und wechselte dann zu Der Spiegel. Im September 2023 wurde sie Chefreporterin Politik bei T-Online. Im Mai 2025 wechselte sie als stellvertretende Ressortleiterin zu Table Media. Sie ist Mitglied im Berliner Presse Club.
2025 erschien ihr Sachbuch über Friedrich Merz: Der Unvermeidbare. Im Umfeld der Bundestagswahl 2025 wurde sie von verschiedenen Medien als Friedrich-Merz-Expertin interviewt.
Sievert lebt in Berlin.

## Werke
- Der Unvermeidbare: Ein Blick hinter die Kulissen der Union. Rowohlt Buchverlag, Hamburg 2025, ISBN 978-3-498-00721-8.